# Ally McBeal
Ally McBeal è una serie televisiva statunitense creata da David E. Kelley e trasmessa dal 1997 al 2002 sulla rete Fox. In Italia, la serie è stata trasmessa alternativamente da Canale 5 e Italia 1, mentre in Svizzera l'ultima stagione è stata trasmessa tra il 2002 e il 2003 su TSI 1.
La serie narra di una giovane avvocatessa in carriera, Ally McBeal (interpretata da Calista Flockhart), che opera nello studio legale di Cage & Fish di Boston: all'interno di questo contesto, parallelamente alla sua attività in tribunale, si sviluppano intrecci amorosi e rivalità che interesseranno la vita di Ally fino all'ultima stagione. Nel 1999, all'apice del suo successo, ha dato vita allo spin-off Ally: episodi di 30 minuti, trasmessi nei soli Stati Uniti, in cui si faceva maggiormente luce sulla vita privata della protagonista.
La serie si sviluppa su 5 stagioni per un totale di 112 episodi, ciascuno di 40 minuti. Ha esordito l'8 settembre 1997, mentre l'ultima puntata è andata in onda per la prima volta il 20 maggio 2002 raccogliendo 10 milioni e mezzo di spettatori.
Il personaggio di Ally McBeal, caratterizzato da un'insolita frustrazione derivante dall'accumulo di fallimenti in amore e dallo stress lavorativo, viene indicato dai mass-media come simbolo del mondo delle donne in carriera, che non riescono a conciliare vita privata e lavoro
Il fatto che tutto ciò che passava per la testa di Ally fosse mostrato sullo schermo (i suoi stessi pensieri sono espressi ad alta voce) e la comicità non-sense hanno contribuito in modo determinante alla popolarità della serie.

## Trama
Ally McBeal è una giovane avvocatessa neolaureata che, nell'episodio pilota, viene assunta dall'ex compagno di università Richard Fish nello studio legale di cui egli è da poco diventato dirigente. Una volta ingaggiata dalla Cage & Fish, Ally comincia a destreggiarsi in un contesto reso acceso da rivalità e frustrazioni. Perennemente alla ricerca di un fidanzato "perfetto", nel corso delle stagioni si trova spesso trascinata dagli strani eventi della giornata.
Negli Stati Uniti Ally McBeal ha riscosso un grandissimo successo, tuttavia dalla quarta serie gli ascolti iniziarono a calare notevolmente. Questo probabilmente derivò dal disorientamento che il continuo cambio di cast poteva aver causato nel pubblico. Molti dei personaggi cardine della serie uscirono di scena, alcuni secondo la sceneggiatura, altri per scelta personale, altri ancora per dissapori con la produzione; così dopo la morte di Billy, Georgia diventa un personaggio sempre più marginale che sparirà completamente; anche Lisa Nicole Carson e Lucy Liu abbandoneranno il telefilm.
Invece il personaggio di Larry dovette fare i conti con la "vera" giustizia: Robert Downey Jr. venne infatti arrestato per droga durante la realizzazione della serie, costringendo gli sceneggiatori a riscriverne la storia.
I risultati deludenti degli ascolti indussero la produzione a chiudere anticipatamente la serie. Nell'ultimo episodio Ally, per risolvere l'esaurimento nervoso della figlia, è costretta a trasferirsi, trovandosi improvvisamente ad abbandonare il suo lavoro e gli amici. L'ultimo episodio di fatto consiste nei suoi saluti agli altri personaggi e termina con Ally in lacrime che si allontana a piedi, mentre alle sue spalle i suoi amici la guardano, anch'essi in lacrime.

## Episodi
| Stagione         | Episodi | Prima TV USA | Prima TV Italia |
| ---------------- | ------- | ------------ | --------------- |
| Prima stagione   | 23      | 1997-1998    | 2000-2001       |
| Seconda stagione | 23      | 1998-1999    | 2001            |
| Terza stagione   | 21      | 1999-2000    | 2001-2002       |
| Quarta stagione  | 23      | 2000-2001    | 2002-2003       |
| Quinta stagione  | 22      | 2001-2002    | 2002-2003       |

## Personaggi e interpreti
- Ally McBeal (stagioni 1-5), interpretata da Calista Flockhart, doppiata da Cristina Boraschi (in Italia) e da Elda Olivieri (nella Svizzera Italiana).
- John Cage (stagioni 1-5), interpretato da Peter MacNicol, doppiato da Giorgio Bonino.
- Richard Fish (stagioni 1-5), interpretato da Greg Germann, doppiato da Claudio Beccari.
- Elaine Vassal (stagioni 1-5), interpretata da Jane Krakowski, doppiata da Alessandra Karpoff.
- Billy Allen Thomas (stagioni 1-3/guest 4-5), interpretato da Gil Bellows, doppiato da Claudio Moneta.
- Georgia Thomas (stagioni 1-3/guest 4-5), interpretata da Courtney Thorne-Smith, doppiata da Alessandra Felletti.
- Renee Raddick (stagioni 1-4, guest 5), interpretata da Lisa Nicole Carson, doppiata da Flavia Fantozzi.
- Ling Woo (stagioni 2-5), interpretata da Lucy Liu, doppiata da Giulia Franzoso.
- Nelle Porter (stagioni 2-5), interpretata da Portia de Rossi, doppiata da Caterina Rochira.
- Larry Paul (stagione 4, guest 5), interpretato da Robert Downey Jr., doppiato da Giacomo Zito.
- Mark Albert (stagione 3-4), interpretato da James LeGros, doppiato da Gianluca Machelli.
- Corretta Lipp (stagione 4-5), interpretata da Regina Hall, doppiata da Paola Della Pasqua. Curiosità. Nella quarta stagione, il personaggio di Coretta viene sempre chiamata Greta, nella versione italiana.
- Raymond Millbury (stagione 5), interpretato da Josh Hopkins, doppiato da Claudio Ridolfo.
- Glenn Foy (stagione 5), interpretato da James Marsden, doppiato da Simone D'Andrea.
- Jenny Shaw (stagione 5), interpretata da Julianne Nicholson, doppiata da Debora Magnaghi.
- Maddie Harrington (stagione 5), interpretata da Hayden Panettiere, doppiata da Marcella Silvestri.

## Guest star
Barry White, Tina Turner, Bruce Willis, Tracey Ullman, Hayden Panettiere, Wallace Shawn, Mariah Carey, Elton John, Bon Jovi, Matthew Perry, Christina Ricci, Ian McShane, Gloria Gaynor, Macy Gray, Barry Manilow, Anastacia, Sting, Christine Lahti e Tony Shalhoub.

## Barry White
Il cantante è stato una delle numerose guest star del telefilm; la prima volta apparve come "visione" a John Cage durante una scena d'amore con Nelle Porter, in cui il volto di Barry si sostituisce a quello della bella Portia de Rossi. Un'altra volta il cantante interpretò se stesso come ospite d'onore durante la festa di compleanno di John, che rimase visibilmente sorpreso nel trovarsi davanti il suo idolo.
Inoltre la sua celebre hit "You're the first, the last, my everything" era un pezzo che serviva a John Cage per prendere coraggio prima di affrontare un processo ed era possibile ascoltarla in numerosi episodi.
Barry White appare nell'ultimo episodio della serie durante la festa per il matrimonio di Richard.

## Riferimenti in altre opere
- Nell'album Bounce dei Bon Jovi il cantante, Jon Bon Jovi (che appare in numerosi episodi), scrisse una canzone, Open all night, dove viene raccontato un finale alternativo della serie dal punto di vista del cantante.
- Un episodio del cartone animato Futurama (Attacco alieno) è interamente dedicato a questa serie TV (rinominata per l'occasione L'avvocatessa single), dove è anche possibile vedere un personaggio chiaramente ispirato ad Ally McBeal (l'avvocatessa in minigonna Jenny McNeal).

## Ally
Nel 1999, al culmine della popolarità dello spettacolo, iniziò ad essere trasmessa in parallelo alla serie principale una versione speciale con episodi di mezz'ora, intitolata Ally. Questa versione, progettata in un formato sitcom, utilizzava scene rieditate dal programma principale, insieme a scene mai viste prima. L'intenzione era di sviluppare ulteriormente le trame della commedy-drama in stile sitcom. Ally si concentrava solo sulla vita personale di Ally, tagliando tutte le parti ambientate in tribunale. Questa versione speciale fu cancellata a metà della sua stagione: furono prodotti 13 episodi di Ally ma solo dieci andarono in onda.

## Premi e riconoscimenti
- Golden Globes 1998: Miglior serie commedia o musicale
- Golden Globes 1998: Miglior attrice in una serie commedia o musicale - Calista Flockhart
- Emmy Awards 1998: Miglior colonna sonora per l'episodio "Il travestito"
- Golden Globes 1999: Miglior serie commedia o musicale
- Emmy Awards 1999: Migliore serie comica o commedia
- Emmy Awards 1999: Miglior colonna sonora per l'episodio "L'amore è un'illusione"
- Emmy Awards 1999: Migliore attrice ospite in una serie comica o commedia - Tracey Ullman (Tracy Clark)
- Screen Actors Guild Awards 1999: Miglior cast in una serie comica
- Emmy Awards 2000: Miglior colonna sonora per l'episodio "Sesso occasionale"
- Golden Globes 2001: Miglior attore non protagonista in una serie - Robert Downey Jr.
- Emmy Awards 2001: Migliore attore non protagonista in una serie comica o commedia - Peter MacNicol
- Emmy Awards 2001: Migliore casting per una serie comica o commedia
- Screen Actors Guild Awards 2001: Miglior attore in una serie comica - Robert Downey Jr.
- 12 nomination ai Golden Globes
- 34 nomination agli Emmy Awards
- 13 nomination agli Screen Actors Guild Awards
- 1 nomination ai BAFTA Awards

## Edizione italiana
La prima emittente in lingua italiana ad acquistare e a doppiare Ally McBeal è stata la Radiotelevisione svizzera in lingua italiana (RTSI), verso la fine degli anni novanta, che ha commissionato il doppiaggio della serie interamente a Milano presso la S.E.D.E., sotto la direzione di Bruno Slaviero. La voce della protagonista è di Elda Olivieri.
In seguito, nel 2000, la serie arriva anche in Italia, grazie a Mediaset. L'edizione della TV italiana, curata da Elena Sansonetti per Mediaset, utilizza lo stesso doppiaggio commissionato da RTSI, con però due personaggi ridoppiati a Roma presso la CDC Sefit Group sotto la direzione di Dario Penne. I due personaggi sono la protagonista Ally, doppiata da Cristina Boraschi, anziché dalla Olivieri, e Jack Billings (un personaggio secondario della prima stagione), doppiato da Giorgio Lopez. I titoli di coda dell'edizione Mediaset, comunque riportano solo le informazioni relativi alla parte doppiata a Milano, e non quelli della parte doppiata a Roma, sebbene la voce di Ally venga accreditata correttamente a Cristina Boraschi.
L'11 settembre 2001 un episodio in onda su Canale 5 è stato interrotto per l'edizione straordinaria dell'Attentato alle Torri Gemelle.
In alcune occasioni, anche in Italia è stata mandata in onda l'edizione RTSI, come per esempio nelle prime repliche della seconda stagione sul canale di SKY Fox Life, nella replica del giorno 2 agosto 2004 in cui Italia 1 ha replicato l'episodio Reneé sotto processo con il doppiaggio svizzero e nella replica su La5 iniziata il 12 ottobre 2015 e tuttora in onda, in cui l'intera prima stagione è andata in onda con la voce di Elda Olivieri (con l'eccezione dell'episodio 1x20, andato in onda correttamente con la voce di Cristina Boraschi); dalla seconda stagione in poi il telefilm va in onda correttamente con la voce della Boraschi.
La serie è stata resa disponibile integralmente sulla piattaforma di streaming TIMvision fino al 1º marzo 2022. In questa occasione, le prime tre stagioni presentavano il doppiaggio dell'edizione italiana, mentre le ultime due quello dell'edizione svizzera.
Dal 29 aprile 2024 è in onda su La7d. Anche in questa occasione, le prime tre stagioni presentano il doppiaggio dell'edizione italiana, mentre le ultime due quello dell'edizione svizzera.